# Vanda Boras Podravac
Vanda Boras Podravac (Otočac, 1930.), hrvatska emigrantska književnica, sociologica i aktivistica civilnih udruga hrvatske zajednice u Australiji.

## Životopis
Rodila se je u Otočcu u staroj senjskoj obitelji. Bila je politički proganjana te je 1954. otišla u Argentinu u kojoj je ostala do 1961. godine. Tad je sa suprugom i djecom odselila u Australiju. U Canberri je od 1969. godine. Ondje je bila zaposlenicom u državnoj službi sve do mirovine. Studirala je socijalne studije, diplomirala sociologiju i administraciju. Dugogodišnja aktivna pripadnica u radu hrvatske zajednice. Engleska kraljica Elizabeta II. odlikovala ju je za njen rad visokim odlikovanjem medaljom Reda Australije (The Medal of the Order of Australia). Vandina knjiga autobiografskog karaktera 'A Diary from the Croatian Diaspora/Dnevnik iz tuđine', svjedočanstvo je njene osobne priče o prilagodbi životu u novim sredinama, kao i podsjećanje na stradanja hrvatskoga naroda u borbi za samostalnost. Djelo je priča jedne obične žene koja je na svom životnom putu napravila velike, grandiozne stvari.